# 마계전기 디스가이아 5
마계전기 디스가이아 5(일본어: 魔界戦記ディスガイア5, Disgaea 5)는 니폰이치 소프트웨어가 개발하고 배급한 2015년 전략 롤플레잉 비디오 게임이며 마계전기 디스가이아 시리즈의 일부이다. 플레이스테이션 4용으로 일본에서 2015년 3월에 처음 출시되었으며 니폰이치 소프트웨어에 의해 북아메리카와 유럽에서 2015년 10월 출시되었다. 닌텐도 스위치 이식판은 시스템의 런칭 타이틀로서 2017년 3월 일본에서 출시되었으며 전 세계적으로는 2017년 5월에 'Disgaea 5 Complete'라는 타이틀로 오리지널의 모든 DLC 콘텐츠를 포함(새로운 콘텐츠는 없음)하여 출시되었다. 이 버전의 게임은 2018년 10월 스팀을 통해 마이크로소프트 윈도우용으로 출시되었다.

## 게임플레이
이 게임에서는 플레이어가 보이드 다크(Void Dark)에 맞서 싸우기 위해 힘을 합칠 수 있도록 각 세계의 대군주와 상속인을 데려오기 위해 다양한 네더월드를 여행하는 것이 포함된다. 이 게임은 디스가이아 시리즈의 이전 타이틀에서는 볼 수 없었던 새로운 시스템을 갖추고 있다. 또한 화면에 표시할 수 있는 문자 수가 이전 플레이스테이션 3 타이틀의 10자에 비해 100자로 늘어났다.
새로운 기능에는 전장의 유닛이 강조 표시될 때 저항 및 소속 통계가 표시되고, 파티원이 쓰러졌을 때 발동되는 복수 시스템이 포함된다. 이 게임은 또한 새로운 유형의 특수 공격(Maougis)을 도입했다. 특정 캐릭터는 특정 듀오로 짝을 이루어 융합 기술로 알려진 특별한 동작을 발휘할 수 있다. 새로운 플레이 가능한 캐릭터 클래스에는 근접 무기를 가진 암흑 기사, 총을 가진 하녀, 지원 마법을 가진 요정이 포함되며, 이전 타이틀의 군인, 마술사, 사제, 여사제 및 궁수 클래스가 다시 돌아왔다.

## 평가
| 평가 |                        |
| --- | ---------------------- |
| 통합 점수 통합사 점수 메타크리틱 PS4: 80/100 [ 1 ] NS: 81/100 [ 2 ] 평론 점수 평론사 점수 디스트럭토이드 8/10 [ 3 ] 패미츠 33/40 [ 4 ] 게임 인포머 8.5/10 [ 5 ] 게임 레볼루션 [ 6 ] 게임스팟 8/10 [ 7 ] 게임즈TM 8/10 [ 8 ] 게임트레일러스 8.6/10 [ 9 ] 하드코어 게이머 4/5 [ 10 ] IGN 8.7/10 [ 11 ] US게이머 [ 12 ] Digitally Downloaded [ 13 ] |                        |
| 통합 점수 |                        |
| 통합사 | 점수                   |
| 메타크리틱 | PS4: 80/100 NS: 81/100 |
| 평론 점수 |                        |
| 평론사 | 점수                   |
| 디스트럭토이드 | 8/10                   |
| 패미츠 | 33/40                  |
| 게임 인포머 | 8.5/10                 |
| 게임 레볼루션 | [ 6 ]                  |
| 게임스팟 | 8/10                   |
| 게임즈TM | 8/10                   |
| 게임트레일러스 | 8.6/10                 |
| 하드코어 게이머 | 4/5                    |
| IGN | 8.7/10                 |
| US게이머 | [ 12 ]                 |
| Digitally Downloaded | [ 13 ]                 |

이 게임은 일본 출시 첫 주에 22,725개의 실제 소매 카피를 판매했다. 이 게임은 원래 PS4 버전에 대해 메타크리틱에서 총점 80/100을 기록하며 대체로 긍정적인 평가를 받았다.